# Плоское (Липецкая область)
Плоское — деревня Воскресенского сельсовета Данковского района Липецкой области России.

## География
Через деревню проходит просёлочная дорога. На востоке от неё расположен лес с водоёмами и автомобильная дорога.

## Население
| 2010 |
| ---- |
| 22   |